# Grosular
Grosular ali grosularit je kalcijev aluminijev silikat iz skupine granatov s kemično formulo Ca3Al2(SiO4)3. Kalcij je lahko delno zamenjan z železovimi ioni Fe2+, aluminij pa z železovimi ioni Fe3+. Ime je dobil po kosmulji (Ribes grossularia), kateri so podobni zeleni grosularji iz Sibirije. Grosular je lahko tudi oranžno rdeč, rdeč in rumen.
Grosular se pojavlja na stikih med metamorfnimi apnenci in vezuvianitom, diopsidom, volastonitom in verneritom. 
Najpogostejši različek grosularja je hesonit, kar v grščini pomeni slabši, ker ima manjšo trdoto od cirkona s podobno rumeno barvo. 
Zelo cenjen dragulj je cavorit, zelen grosular iz Kenije in Tanzanije. Cavorit so odkrili v 1960. letih v pokrajini Tsavo v Keniji, po kateri je dobil svoje ime. 
Viluit je različek grosularja, ki ni priznan kot poseben mineral. Viluit je običajno olivno zelen, včasih tudi rjavkast ali rdečkast, odvisno od vsebnosti nečistoč. Pojavlja se skupaj s podobnim vezuvianitom, zato je prišlo do zmede v terminologiji in viluit je bil dolgo časa sinonim za wiluit, skupinski silikat iz vezuvianitne skupine.
Grosular ima mnogo imen, med katerimi je tudi nekaj napačnih: kolofonit  (grobozrnat), eternit, kosmuljev granat  (svetlozelen in prozoren), kalktongranat, kanelstein, olintolit ali olitolit, pečgranat, romanzovit in  telemarkit. Med napačnimi imeni so najpogostejša južno afriški žad, granatni žad, transvalski žad in afriški žad.